# Sous-groupe de Frattini
Pour les articles homonymes, voir Frattini.
Soit G un groupe (au sens mathématique). Les éléments de G qui appartiennent à tout sous-groupe maximal de G forment un sous-groupe de G, qu'on appelle le sous-groupe de Frattini de G et qu'on note Φ(G). Si G admet au moins un sous-groupe maximal, on peut parler de l'intersection de ses sous-groupes maximaux et Φ(G) est égal à cette intersection. Si G n'a pas de sous-groupe maximal, Φ(G) est égal à G tout entier.

## Éléments superflus d'un groupe
On appelle élément superflu (ou encore élément mou) d'un groupe G tout élément {\displaystyle x} de G possédant la propriété suivante : toute partie X de G telle que X∪{x} soit une partie génératrice de G est elle-même une partie génératrice de G.
Théorème — Le sous-groupe de Frattini Φ(G) de G est l'ensemble des éléments superflus de G

## Propriétés du sous-groupe de Frattini
- Le sous-groupe de Frattini de G est un sous-groupe caractéristique de G.
Justification. Cela se déduit facilement du fait que l'image d'un sous-groupe maximal de G par un automorphisme de G est encore un sous-groupe maximal de G.

- Soit G un groupe dont le sous-groupe de Frattini est de type fini. (C'est le cas, par exemple, si G est fini.) Si H est un sous-groupe de G tel que G = HΦ(G), alors H = G[4].
Justification. Puisque Φ(G) est de type fini, nous pouvons choisir des éléments x1, … , xn qui engendrent Φ(G). L'hypothèse G = HΦ(G) entraîne que H∪{x1, … , xn} est une partie génératrice de G. Puisque xn appartient à Φ(G) et est donc un élément superflu de G, il en résulte que H∪{x1, … , xn – 1} est une partie génératrice de G. De proche en proche, on en tire que H est une partie génératrice de G. Puisque H est un sous-groupe de G, ceci revient à dire que H = G.
- La propriété précédente reste vraie si on y remplace l'hypothèse « Φ(G) est de type fini » par l'hypothèse « G est de type fini » : Soit G un groupe de type fini. (C'est le cas, par exemple, si G est fini.) Si H est un sous-groupe de G tel que G = HΦ(G), alors H = G[5].
Justification. Supposons que H ne soit pas égal à G tout entier. Du fait que G est de type fini, ceci entraîne qu'il existe un sous-groupe maximal M de G qui contient H. Alors M contient à la fois H et (par définition de Φ(G)) Φ(G), donc M contient HΦ(G), ce qui contredit l'hypothèse G = HΦ(G).
- Voici un exemple de groupe G pour lequel il n'est pas vrai que le seul sous-groupe H de G tel que G = HΦ(G) soit G. Prenons pour G un groupe non réduit à son élément neutre et n'ayant aucun sous-groupe maximal. (On sait que c'est le cas par exemple si G est le groupe additif des nombres rationnels.) Alors, par définition du sous-groupe de Frattini, Φ(G) est G tout entier, donc la relation G = HΦ(G) a lieu avec H = 1 < G.
- Soit G un groupe. Si Φ(G) est fini (ce qui a lieu en particulier si G est fini), il est nilpotent[6].
Justification[7]. Puisque Φ(G) est fini, il suffit, pour prouver qu'il est nilpotent, de prouver que tous ses sous-groupes de Sylow sont normaux[8]. Soit P un sous-groupe de Sylow de Φ(G). Comme Φ(G) est normal dans G, l'argument de Frattini donne G = Φ(G)NG(P). Puisque Φ(G) est fini, et a fortiori de type fini, une précédente remarque entraîne G  = NG(P), autrement dit P est normal dans G et donc aussi dans Φ(G). Comme on l'a vu, ceci entraîne que Φ(G) est nilpotent.
- Un groupe fini G est nilpotent si et seulement si Φ(G) contient le dérivé G' de G[8].
Justification. Si un groupe G (fini ou non) est nilpotent, tout sous-groupe maximal M de G est normal dans G et le groupe quotient est cyclique d'ordre premier[9], donc ce quotient est commutatif, donc le dérivé G' est contenu dans M. Ceci étant vrai pour tout sous-groupe maximal M de G, il en résulte que le dérivé G' est contenu dans Φ(G).
Supposons maintenant que G est fini et que Φ(G) contient G'. Comme tout sous-groupe maximal de G contient Φ(G), tout sous-groupe maximal de G contient G' et est donc normal dans G. Comme G est fini, ceci entraîne que G est nilpotent[8].
- Le sous-groupe de Frattini d'un p-groupe fini G est égal à G'Gp. Le quotient G/Φ(G) est donc un p-groupe abélien élémentaire, c'est-à-dire une puissance de ℤ/pℤ [10]. C'est le théorème de Frattini.

## Histoire
Le sous-groupe de Frattini fut étudié pour la première fois par Giovanni Frattini en 1885, dans un article,, où il démontra notamment un énoncé équivalent au fait que le sous-groupe de Frattini d'un groupe fini est nilpotent.